# Batalla del río Niemen
La batalla del río de Niemen fue la segunda mayor batalla de la guerra polaco-soviética. Ocurrió cerca del medio del río Niemen entre las ciudades de Suwałki, Grodno y Białystok en la actual Bielorrusia. Después de haber sufrido una derrota casi completa en la batalla de Varsovia (agosto de 1920) las fuerzas rojas del ejército de Mijaíl Tujachevsky, establecieron una línea defensiva, contra las fuerzas polacas de Józef Piłsudski, funcionando hacia el norte, desde la frontera polaco-lituana en Polesie y centrándose en Grodno. Entre el  20 de septiembre y el 26 de septiembre de 1920, los polacos flanquearon a los soviéticos, derrotándolos de nuevo.